# Herbert Baldrian
Herbert Baldrian (* in Stolberg, Rheinland) ist ein deutscher Radsportler. Er war deutscher Meister bzw. deutscher Vizemeister im Freestyle-Einradfahren der Jahre 1993 und 1994.

## Leben
Baldrian erlernte den Beruf eines Feinmechanikers. 1993 errang er die Deutsche Meisterschaft im Freestyle-Einradfahren, 1994 wurde er in dieser Disziplin deutscher Vizemeister.
Neben dieser sportlichen Leistung bekam Herbert Baldrian besondere Ehrungen durch seine Rolle als „Max der Clown“. Hier setzt er sich vor allem für schwer erkranke Kinder ein. Durch diese ehrenamtliche Tätigkeit zeichnete ihn die Stadt Aachen im Jahre 2002 mit dem „Prädikat Kinderfreundlich“ aus, einem Sonderpreis der Stadt für außergewöhnlich soziales Engagement. 2016 wurde er mit dem Ehrenamtspreis der Stadt Stolberg ausgezeichnet.
Herbert Baldrian ist Mitglied im „Magischen Zirkel“. Er lebt im Stolberger Stadtteil Venwegen.